# Tanit Phoenix
Tanit Phoenix (Durban, 24 september 1980) is een Zuid-Afrikaans fotomodel en actrice. Zij werkte als model voor onder meer Nivea en Veet. In 2005 debuteerde ze als actrice, toen ze verscheen in zowel de Zuid-Afrikaanse filmkomedie Crazy Monkey Presents Straight Outta Benoni als in de Amerikaanse misdaadfilm Lord of War.
Phoenix speelde behalve in films ook eenmalige gastrollen in verschillende televisieseries. In 2011 had ze vanaf de eerste aflevering een wederkerende rol als Lilith in de Amerikaanse mysteryserie Femme Fatales.

## Filmografie
- Spud 2: The Madness Continues (2013)
- Death Race 3: Inferno (2013)
- Gallowwalkers (2012)
- Mad Buddies (2012)
- Safe House (2012)
- Death Race 2 (2010)
- Spud (2010)
- Lost Boys: The Thirst (2010)
- Schuks Tshabalala's Survival Guide to South Africa (2010)
- Maya (2008)
- Lord of War (2005)
- Crazy Monkey Presents Straight Outta Benoni (2005)

## Televisieseries
*Exclusief eenmalige gastrollen
- Femme Fatales - Lilith (2011-2012, 24 afleveringen)

- International Standard Name Identifier: 0000 0004 0156 1707
- Library of Congress Control Number: no2013014196
- Virtual International Authority File: 296122100
- WorldCat: E39PBJgcXyWXCBqtQD8F9Xth73